# Miss Vietnam
Miss Vietnam (en vietnamita: Hoa hậu Việt Nam; anteriormente Hoa hậu Hội Báo Tiền Phong en 1988 y Hoa hậu Toàn quốc Báo Tiền phong desde 1990 hasta 2000) es un concurso de belleza nacional en Vietnam que se lleva a cabo cada dos años desde 1988.
Este concurso fue iniciado y organizado por Tiền Phong y Sen Vàng Productions.
La actual de Miss Vietnam es Hà Trúc Linh de Phú Yên, quien fue coronada el 27 de junio de 2025.

## Historia
Miss Vietnam es el concurso de belleza más grande y el primer concurso de belleza a nivel nacional después de la unificación de Vietnam. Antes de eso, también hubo un concurso de belleza con sede en Saigón de Vietnam del Sur llamado Miss Vietnam y Miss Vietnam 1955 Công Thị Nghĩa se convirtió en la primera ganadora del concurso, así como en la primera reina de belleza nacional en la historia de Vietnam. El concurso posterior a la unificación Miss Vietnam fue iniciado y organizado por el periódico Tien Phong, llamado «Miss Tien Phong Newspaper», a partir de 1988 y se lleva a cabo cada dos años. La primera persona en ostentar el título es Bùi Bích Phương. El concurso pasó a llamarse oficialmente «Miss Vietnam» en 2002.
Si bien Tiền Phong no tenía licencias de franquicia para enviar representantes a concursos de belleza internacionales, de 2002 a 2006, las ganadoras de Miss Vietnam representaron a Vietnam en Miss Mundo. En 2008, debido a su educación secundaria incompleta, Trần Thị Thùy Dung no fue enviada a Miss Mundo 2008 y tampoco se permitió la participación a las dos finalistas. Desde entonces, ninguna ganadora del título de Miss Vietnam ha participado en el concurso internacional, incluidas Đặng Thị Ngọc Hân, Đặng Thu Thảo y Nguyễn Cao Kỳ Duyên. Sin embargo, la primera finalista de Miss Vietnam 2010, Vũ Thị Hoàng My, fue designada para representar a Vietnam tanto en Miss Universo 2011 en São Paulo, Brasil como en Miss Mundo 2012 en Ordos, China.
A partir de 2014, Sen Vàng Productions se involucró en la producción de Miss Vietnam junto con Tien Phong Newspaper. En 2017, se asociaron con Elite Vietnam para obtener licencias para enviar a las ganadoras de Miss Vietnam a varios concursos internacionales. Bajo esta asociación, la portadora del título de Miss Vietnam participará en Miss Mundo. La primera y segunda finalistas podrán ser elegidas para participar en Miss Internacional. En Miss Mundo 2017, Đỗ Mỹ Linh se convirtió en la primera ganadora del título de Miss Vietnam desde Mai Phương Thúy en 2006 en representar al país en el concurso. En 2018, la segunda finalista de ese año, Nguyễn Thị Thúy An, fue designada inicialmente para participar en Miss Internacional 2018, pero se retiró por problemas de salud. La candidata con la siguiente puntuación más alta del Top 5, Nguyễn Thúc Thùy Tiên, asumió el lugar de Thúy An en la competencia.
En 2022, se confirma que el concurso tendrá lugar del 29 de octubre de 2022 al 23 de diciembre de 2022. La ganadora del concurso de este año podrá asistir a Miss Mundo o Miss Internacional.

## Ganadoras
-      Miss Mundo Vietnam
-      Miss Universo Vietnam
-      Miss Internacional Vietnam
-      Miss Tierra Vietnam
-      Miss Grand Vietnam
-      Miss Intercontinental Vietnam
-      Miss Turismo Vietnam

| Año  | Miss Vietnam                               | Finalista                                 | Recinto sede                             | Recinto sede                                                           | Número de candidatas |
| ---- | ------------------------------------------ | ----------------------------------------- | ---------------------------------------- | ---------------------------------------------------------------------- | -------------------- |
| 1988 | Bùi Bích Phương (Hanói)                    | Nguyễn Thu Mai (Hanói)                    | Palacio Cultural de la Juventud, Hanói   | Palacio Cultural de la Juventud, Hanói                                 | Desconocido          |
| Año  | Miss Vietnam                               | Primera finalista                         | Segunda finalista                        | Recinto sede                                                           | Número de candidatas |
| 1990 | Nguyễn Diệu Hoa (Hanói)                    | Trần Vân Anh (Ciudad Ho Chi Minh)         | Trần Thu Hằng (Hanói)                    | Palacio Cultural de la Amistad Vietnamita-Soviética, Hanói             | Desconocido          |
| 1992 | Hà Kiều Anh (Ciudad Ho Chi Minh)           | Vi Thị Đông (Hanói)                       | Nguyễn Minh Phương (Tuyên Quang)         | Complejo deportivo Phan Dinh Phung, Ciudad Ho Chi Minh                 | 21                   |
| 1994 | Nguyễn Thu Thuỷ (Hanói)                    | Tô Hương Lan (Tuyên Quang)                | Trịnh Kim Chi (Ciudad Ho Chi Minh)       | Palacio Cultural de la Amistad Vietnamita-Soviética, Hanói             | Desconocido          |
| 1996 | Nguyễn Thiên Nga (Ciudad Ho Chi Minh)      | Vũ Minh Thúy (Hải Phòng)                  | Đỗ Vân Anh (Hanói)                       | Palacio Cultural de la Amistad Vietnamita-Soviética, Hanói             | Desconocido          |
| 1998 | Nguyễn Thị Ngọc Khánh (Ciudad Ho Chi Minh) | Vũ Thị Thu (Quảng Ninh)                   | Ngô Thúy Hà (Hanói)                      | Complejo deportivo Phan Dinh Phung, Ciudad Ho Chi Minh                 | 23                   |
| 2000 | Phan Thu Ngân (Ciudad Ho Chi Minh)         | Lê Thanh Nga (Thái Bình)                  | Nguyễn Ngọc Oanh (Hải Phòng)             | Complejo deportivo Phan Dinh Phung, Ciudad Ho Chi Minh                 | 22                   |
| 2002 | Phạm Thị Mai Phương (Hải Phòng)            | Bùi Thị Hoàng Oanh (Ciudad Ho Chi Minh)   | Nguyễn Thị Mai Hương (Hải Dương)         | Complejo deportivo Phan Dinh Phung, Ciudad Ho Chi Minh                 | 22                   |
| 2004 | Nguyễn Thị Huyền (Hải Phòng)               | Trịnh Chân Trân (Ciudad Ho Chi Minh)      | Nguyễn Thị Ngọc Bích (Bến Tre)           | Tuần Châu, Provincia de Quảng Ninh                                     | 21                   |
| 2006 | Mai Phương Thúy (Hanói)                    | Lưu Bảo Anh (Cần Thơ)                     | Lương Thị Ngọc Lan (Ciudad Ho Chi Minh)  | Escenario musical Vinpearl Land Water, Nha Trang, Khánh Hòa            | 34                   |
| 2008 | Trần Thị Thùy Dung (Da Nang)               | Phan Hoàng Minh Thư (Lâm Đồng)            | Nguyễn Thụy Vân (Hanói)                  | Plaza del río Hoai, Hội An, Quảng Nam                                  | 30                   |
| 2010 | Đặng Thị Ngọc Hân (Hanói)                  | Vũ Thị Hoàng My (Đồng Nai)                | Đặng Thị Thùy Trang (Hanói)              | Anfiteatro de espectáculos acuáticos, Tuần Châu, Quảng Ninh            | 37                   |
| 2012 | Đặng Thu Thảo (Bạc Liêu)                   | Dương Tú Anh (Hanói)                      | Đỗ Hoàng Anh (Hanói)                     | Complejo deportivo Tiên Sơn, Đà Nẵng                                   | 40                   |
| 2014 | Nguyễn Cao Kỳ Duyên (Nam Định)             | Nguyễn Trần Huyền My (Hanói)              | Nguyễn Lâm Diễm Trang (Vĩnh Long)        | Anfiteatro de espectáculos acuáticos de Vinpearl, Phú Quốc, Kiên Giang | 40                   |
| 2016 | Đỗ Mỹ Linh (Hanói)                         | Ngô Thanh Thanh Tú (Hanói)                | Huỳnh Thị Thùy Dung (Ciudad Ho Chi Minh) | Estadio cubierto Phú Thọ, Ciudad Ho Chi Minh                           | 36                   |
| 2018 | Trần Tiểu Vy (Quảng Nam)                   | Bùi Phương Nga (Hanói)                    | Nguyễn Thị Thúy An (Kiên Giang)          | Estadio cubierto Phú Thọ, Ciudad Ho Chi Minh                           | 43                   |
| 2020 | Đỗ Thị Hà (Thanh Hóa)                      | Phạm Ngọc Phương Anh (Ciudad Ho Chi Minh) | Nguyễn Lê Ngọc Thảo (Ciudad Ho Chi Minh) | Estadio cubierto Phú Thọ, Ciudad Ho Chi Minh                           | 35                   |
| 2022 | Huỳnh Thị Thanh Thủy (Đà Nẵng)             | Trịnh Thùy Linh (Thanh Hóa)               | Lê Nguyễn Ngọc Hằng (Ciudad Ho Chi Minh) | Estadio cubierto Phú Thọ, Ciudad Ho Chi Minh                           | 35                   |
| 2024 | Hà Trúc Linh (Phú Yên)                     | Trần Ngọc Châu Anh (Hanói)                | Nguyễn Thị Vân Nhi (Hải Phòng)           | Sân khấu mặt nước, río Perfume, Huế                                    | 25                   |

1. 1 2 3 4  No compitió
2. 1 2  Ambas finalistas no pueden participar en Miss Mundo 2008 para reemplazar a Miss Vietnam 2008 porque no tienen licencia.
3. ↑  No compitió, la primera finalista tomó su lugar para asistir a Miss Mundo 2010
4. ↑  No compitió en Miss Internacional, y la segunda finalista Huỳnh Thị Thùy Dung la reemplazó
5. ↑  No compitió. En 2018, la segunda finalista de ese año, Nguyễn Thị Thúy An, fue designada inicialmente para participar en Miss Internacional 2018, pero se retiró por problemas de salud. La candidata con la siguiente puntuación más alta del Top 5, Nguyễn Thúc Thùy Tiên, asumió el lugar de Thúy An en la competencia.

## Representación internacional

### Miss Mundo
: Declarada como ganadora
     : Terminó como finalista
     : Terminó como una de las semifinalistas o cuartofinalistas
     : Terminó como ganadora de premios especiales
| Año  | Representante       | Residencia | Posición en Miss Vietnam              | Posición en Miss Mundo | Premios especiales |
| ---- | ------------------- | ---------- | ------------------------------------- | ---------------------- | --- |
| 2002 | Phạm Thị Mai Phương | Hải Phòng  | Miss Vietnam 2002                     | Top 20                 | |
| 2004 | Nguyễn Thị Huyền    | Hải Phòng  | Miss Vietnam 2004                     | Top 15                 | |
| 2006 | Mai Phương Thúy     | Hanói      | Miss Vietnam 2006                     | Top 17                 | - Premio People's Choice - Premio Designer Dress (Top 20) |
| 2012 | Vũ Thị Hoàng My     | Đồng Nai   | Miss Vietnam 2010 (Primera finalista) | No clasificó           | - Miss World Beach Beauty (Top 40) - Entrevista (Top 30) |
| 2014 | Nguyễn Thị Loan     | Thái Bình  | Miss Vietnam 2010 (Top 5)             | Top 25                 | - Deporte (Top 32) - Talento (Top 17) - Belleza con propósito (Top 27)                                                                                       |
| 2017 | Đỗ Mỹ Linh          | Hanói      | Miss Vietnam 2016                     | Top 40                 | - Belleza con propósito (Ganadora) - Multimedia (Top 9) - Miss Mundo People's Choice (Top 10) - Desafío Head-to-Head (Ganadora)                              |
| 2018 | Trần Tiểu Vy        | Quang Nam  | Miss Vietnam 2018                     | Top 30                 | - Belleza con propósito (Top 5) - Miss Mundo Talento (Top 30) - Miss Mundo Top Model (Top 32)                                                                |
| 2021 | Đỗ Thị Hà           | Thanh Hóa  | Miss Vietnam 2020                     | Top 13                 | - Belleza con propósito (Top 28) - Desafío Head-to-Head (Ronda 2) - Miss Mundo Talento (Top 27) - Miss Mundo Top Model (Top 13) - Desafío Digital (Ganadora) |

### Miss Internacional
: Declarada como ganadora
     : Terminó como finalista
     : Terminó como una de las semifinalistas o cuartofinalistas
     : Terminó como ganadora de premios especiales
| Año                                                                              | Representante         | Residencia         | Posición en Miss Vietnam              | Posición en Miss Internacional | Premios especiales                    |
| -------------------------------------------------------------------------------- | --------------------- | ------------------ | ------------------------------------- | ------------------------------ | ------------------------------------- |
| 2017                                                                             | Huỳnh Thị Thùy Dung   | Ciudad Ho Chi Minh | Miss Vietnam 2016 (Segunda finalista) | No clasificó                   | - Miss Visit Japan Tourism Ambassador |
| 2018                                                                             | Nguyễn Thúc Thùy Tiên | Ciudad Ho Chi Minh | Miss Vietnam 2018 (Top 5)             | No clasificó                   |                                       |
| Debido al impacto de la pandemia de COVID-19, no hubo concurso entre 2020 y 2021 |                       |                    |                                       |                                |                                       |
| 2022                                                                             | Phạm Ngọc Phương Anh  | Ciudad Ho Chi Minh | Miss Vietnam 2020 (Primera finalista) | No clasificó                   |                                       |
| 2024                                                                             | Huỳnh Thị Thanh Thủy  | Đà Nẵng            | Miss Vietnam 2022                     |                                |                                       |

## Representación en otros concursos internacionales

### Miss Grand Internacional
: Declarada como ganadora
     : Terminó como finalista
     : Terminó como una de las semifinalistas o cuartofinalistas
     : Terminó como ganadora de premios especiales
| Año  | Representante         | Residencia         | Posición en Miss Vietnam              | Posición en Miss Grand Internacional | Premios especiales |
| ---- | --------------------- | ------------------ | ------------------------------------- | ------------------------------------ | --- |
| 2016 | Nguyễn Thị Loan       | Thái Bình          | Miss Vietnam 2010 (Top 5)             | Top 20                               | - Mejor Traje Nacional (Top 10) |
| 2017 | Nguyễn Trần Huyền My  | Hanói              | Miss Vietnam 2014 (Primera finalista) | Top 10                               | - Miss Salud y Belleza por Dr. Thanh (Patrocinador) - Primera Fila del Baile de Apertura (Top 3) - Retratos Oficiales (Top 5) - Pre-Arrival (Top 5) - Mejor Traje Nacional (Top 10) - Mejor en Traje de Baño (Top 11) |
| 2018 | Bùi Phương Nga        | Hanói              | Miss Vietnam 2018 (Primera finalista) | Top 10                               | - Miss Voto Popular - Candidatas más Populares para la Preliminar (Top 5) - Retratos oficiales con más me gusta y más compartidos (Top 9) - Pre-Arrival (Top 10) - Mejor Traje Nacional (Top 12)                      |
| 2020 | Nguyễn Lê Ngọc Thảo   | Ciudad Ho Chi Minh | Miss Vietnam 2020 (Segunda finalista) | Top 20                               | - Reto de cómo comer comida tailandesa en 2 minutos - Reto de cómo llegar a conocerte en 1 minuto - Miss Voto Popular (Top 5) - Mejor Traje Nacional (Top 6) - Pre-Arrival (Top 10) - Mejor en Traje de Baño (Top 20) |
| 2021 | Nguyễn Thúc Thùy Tiên | Ciudad Ho Chi Minh | Miss Vietnam 2018 (Top 5)             | Miss Grand Internacional 2021        | - Mejor en Traje de Baño (Votada por el público) - Pre-Arrival - Lottery Prizes Event - Miss Voto Popular (Top 6) - Mejor Traje Nacional (Top 20) - Premio Miss Grand Pageant Insider's Choice                        |

### Miss Intercontinental
: Declarada como ganadora
     : Terminó como finalista
     : Terminó como una de las semifinalistas o cuartofinalistas
     : Terminó como ganadora de premios especiales
| Año  | Representante      | Residencia         | Posición en Miss Vietnam              | Posición en Miss Intercontinental | Premios especiales |
| ---- | ------------------ | ------------------ | ------------------------------------- | --------------------------------- | ------------------ |
| 2003 | Bùi Thị Hoàng Oanh | Ciudad Ho Chi Minh | Miss Vietnam 2002 (Primera finalista) | No clasificó                      |                    |
| 2019 | Nguyễn Thị Thúy An | Kiên Giang         | Miss Vietnam 2018 (Segunda finalista) | No clasificó                      |                    |
| 2021 | Trần Hoàng Ái Nhi  | Đắk Lắk            | Miss Vietnam 2020 (Top 22)            | No clasificó                      |                    |

## Franquicias anteriores

### Miss Universo
| Año  | Representante         | Residencia | Posición en Miss Vietnam              | Posición en Miss Universo | Premios especiales |
| ---- | --------------------- | ---------- | ------------------------------------- | ------------------------- | ------------------ |
| 2011 | Vũ Thị Hoàng My       | Đồng Nai   | Miss Vietnam 2010 (Primera finalista) | No clasificó              |                    |
| 2014 | Nguyễn Lâm Diễm Trang | Vĩnh Long  | Miss Vietnam 2014 (Segunda finalista) | No compitió               | No compitió        |
| 2017 | Nguyễn Thị Loan       | Thái Bình  | Miss Vietnam 2010 (Top 5)             | No clasificó              |                    |

### Miss Tierra
| Año  | Representante  | Residencia         | Posición en Miss Vietnam              | Posición en Miss Tierra | Premios especiales |
| ---- | -------------- | ------------------ | ------------------------------------- | ----------------------- | ------------------ |
| 2003 | Nguyễn Ngân Hà | Ciudad Ho Chi Minh | Miss Vietnam 2000 (Top 10)            | No clasificó            | - Mejor Cabello    |
| 2012 | Đỗ Hoàng Anh   | Hanói              | Miss Vietnam 2012 (Segunda finalista) | No clasificó            |                    |